# Olympische Sommerspiele 1964/Teilnehmer (Mongolei)
| Gelbes Symbol für Goldmedaillen mit stilisierten Olympischen Ringen | Graues Symbol für Silbermedaillen mit stilisierten Olympischen Ringen | Braundes Symbol für Bronzemedaillen mit stilisierten Olympischen Ringen |
| ------------------------------------------------------------------- | --------------------------------------------------------------------- | ----------------------------------------------------------------------- |
| —                                                                   | —                                                                     | —                                                                       |

Die Mongolei nahm an den Olympischen Sommerspielen 1964 in der japanischen Hauptstadt Tokio mit einer Delegation von 21 Sportlern, 17 Männer und 4 Frauen, teil. Es war die erste Teilnahme an olympischen Sommerspielen für die Mongolei.

## Teilnehmer nach Sportarten

### Leichtathletik
- Dulamyn Amarsanaa
Männer, 400 Meter: DNS
Männer, 800 Meter: Vorläufe

- Ramadsangiin Aldaa-Nysch
Frauen, 400 Meter: Vorläufe
Frauen, 800 Meter: Vorläufe

- Daschdsewegiin Namdschilmaa
Frauen, Kugelstoßen: DNS
Frauen, Diskuswerfen: 17. Platz in der Qualifikation

### Radsport
- Jandschingiin Baatar
Straßenrennen: 43. Platz
Mannschaftszeitfahren: 23. Platz

- Luwsangiin Erchemdschamts
Straßenrennen: 85. Platz
Mannschaftszeitfahren: 23. Platz

- Luwsangiin Buudai
Straßenrennen: 103. Platz
Mannschaftszeitfahren: 23. Platz

- Tschoidschildschawyn Samand
Straßenrennen: DNF
Mannschaftszeitfahren: 23. Platz

### Ringen
- Tschimedbadsaryn Damdinscharaw
Fliegengewicht, Freistil: ??

- Badsaryn Süchbaatar
Bantamgewicht, Freistil: ??

- Baldangiin Sandschaa
Federgewicht, Freistil: ??

- Dandsandardschaagiin Sereeter
Leichtgewicht, Freistil: ??

- Dschigdschidiin Mönchbat
Weltergewicht, Freistil: ??

- Chorloogiin Bajanmönch
Mittelgewicht, Freistil: ??

- Öldsiisaichany Erdene-Otschir
Halbschwergewicht, Freistil: ??

- Tserendonoin Sandschaa
Schwergewicht, Freistil: ??

### Schießen
- Tüdewiin Mjagmardschaw
Freie Scheibenpistole: 40. Platz

- Lchamdschawyn Dechlee
Freies Gewehr Dreistellungskampf: 23. Platz

- Tüwdiin Tserendondow
Kleinkaliber Dreistellungskampf: 45. Platz

### Turnen
- Zagdbadsaryn Dawaanjam
Einzelwettbewerb: 94. Platz
Barren: 101. Platz
Bodenturnen: 89. Platz
Pferdsprung: 69. Platz
Reck: 94. Platz
Ringe: 98. Platz
Seitpferd: 92. Platz

- Tsagaandordschiin Gündegmaa
Frauen, Einzelwettkampf: 63. Platz
Frauen, Bodenturnen: 73. Platz
Frauen, Pferdsprung: 70. Platz
Frauen, Schwebebalken: 35. Platz
Frauen, Stufenbarren: 57. Platz

- Jadamsürengiin Tujaa
Frauen, Einzelwettkampf: 67. Platz
Frauen, Bodenturnen: 77. Platz
Frauen, Pferdsprung: 73. Platz
Frauen, Schwebebalken: 62. Platz
Frauen, Stufenbarren: 67. Platz